# Anatol Lawina

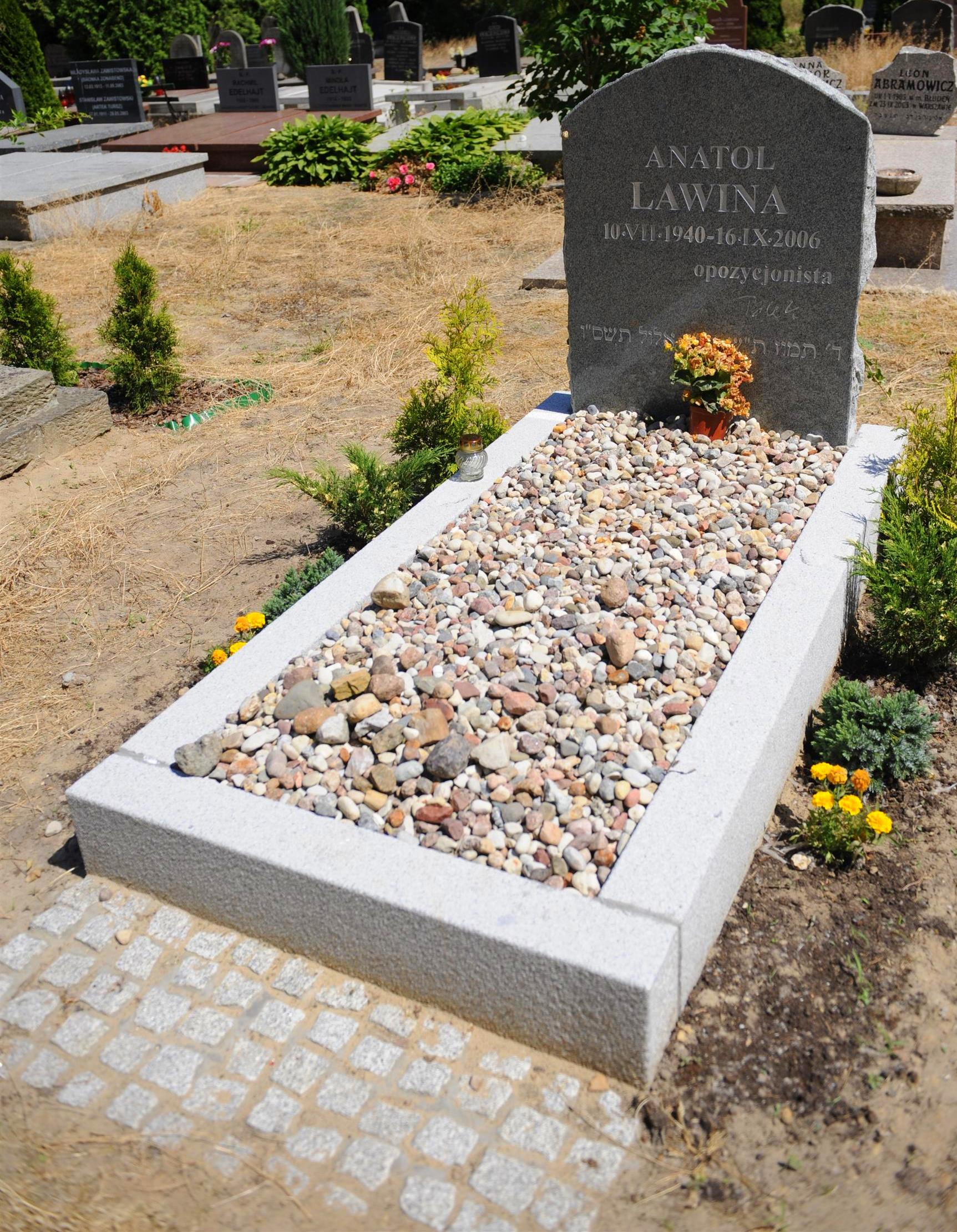
Grób Anatola Lawiny na Cmentarzu Żydowskim w Warszawie

Anatol Lawina (ur. 10 lipca 1940 w Moskwie, zm. 16 września 2006 w Warszawie) – polski działacz opozycji demokratycznej i podziemnej Solidarności.

## W opozycji
Działał w Hufcu Walterowskim i Związku Młodzieży Socjalistycznej. W 1968 roku brał udział w wiecach studenckich, za co został relegowany z uczelni. W latach 1972–1977 pracował w centrum obliczeniowym Ministerstwa Przemysłu Maszynowego, a następnie, do 1986 roku, w Przemysłowym Instytucie Maszyn Budowlanych. Był współpracownikiem KOR, KSS KOR, należał do kierownictwa podziemnej oficyny wydawniczej NOWa. W marcu 1980 roku za udział w akcji ulotkowej został skazany na 3 miesiące więzienia. Od września 1980 roku należał do Solidarności. W pierwszym dniu stanu wojennego został internowany, zwolniony został w grudniu 1982 roku. Był współpracownikiem Prymasowskiego Komitetu Pomocy Osobom Pozbawionym Wolności i ich Rodzinom oraz współzałożycielem Obywatelskiego Komitetu Przeciwko Przemocy. Pisał do prasy niezależnej, m.in. do Głosu i Krytyki. W 1987 roku został ciężko pobity przez funkcjonariuszy milicji.

## Od 1989
W latach 1989–1991 był członkiem Państwowej Komisji Wyborczej z ramienia „Solidarności”. Od 1989 do 1994 zajmował stanowisko dyrektora Zespołu Analiz Systemowych w Najwyższej Izbie Kontroli. Był bezpośrednim zwierzchnikiem Michała Falzmanna, który ujawnił aferę Funduszu Obsługi Zadłużenia Zagranicznego. Po nagłej śmierci Falzmanna i Waleriana Pańko, prezesa Najwyższej Izby Kontroli, był jednym z głównych świadków podczas procesu FOZZ. Otrzymywał z tego powodu wiele pogróżek, przyczyny jego śmierci nie zostały do końca wyjaśnione. Od czerwca 1994 pracował w Kancelarii Sejmu. W 2001 został radcą generalnym w Sejmowym Ośrodku Informatyki. W 2003 był współzałożycielem Stowarzyszenia Wolnego Słowa.
Zmarł na skutek pobicia przez nieznanych sprawców. Został pochowany na cmentarzu żydowskim przy ulicy Okopowej w Warszawie (kwatera 2).
Został pośmiertnie odznaczony Krzyżem Komandorskim Orderu Odrodzenia Polski (2011). W 2020 odznaczony pośmiertnie Krzyżem Wolności i Solidarności.

## Artykuły
- Anatol Lawina. O przedziwnych zawiłościach. „Niezależny Magazyn Publicystów „Kontrateksty””. 2005, 2005-10-29. kontrateksty.pl. (pol.).brak numeru strony